# Jüdischer Friedhof (Lieser)

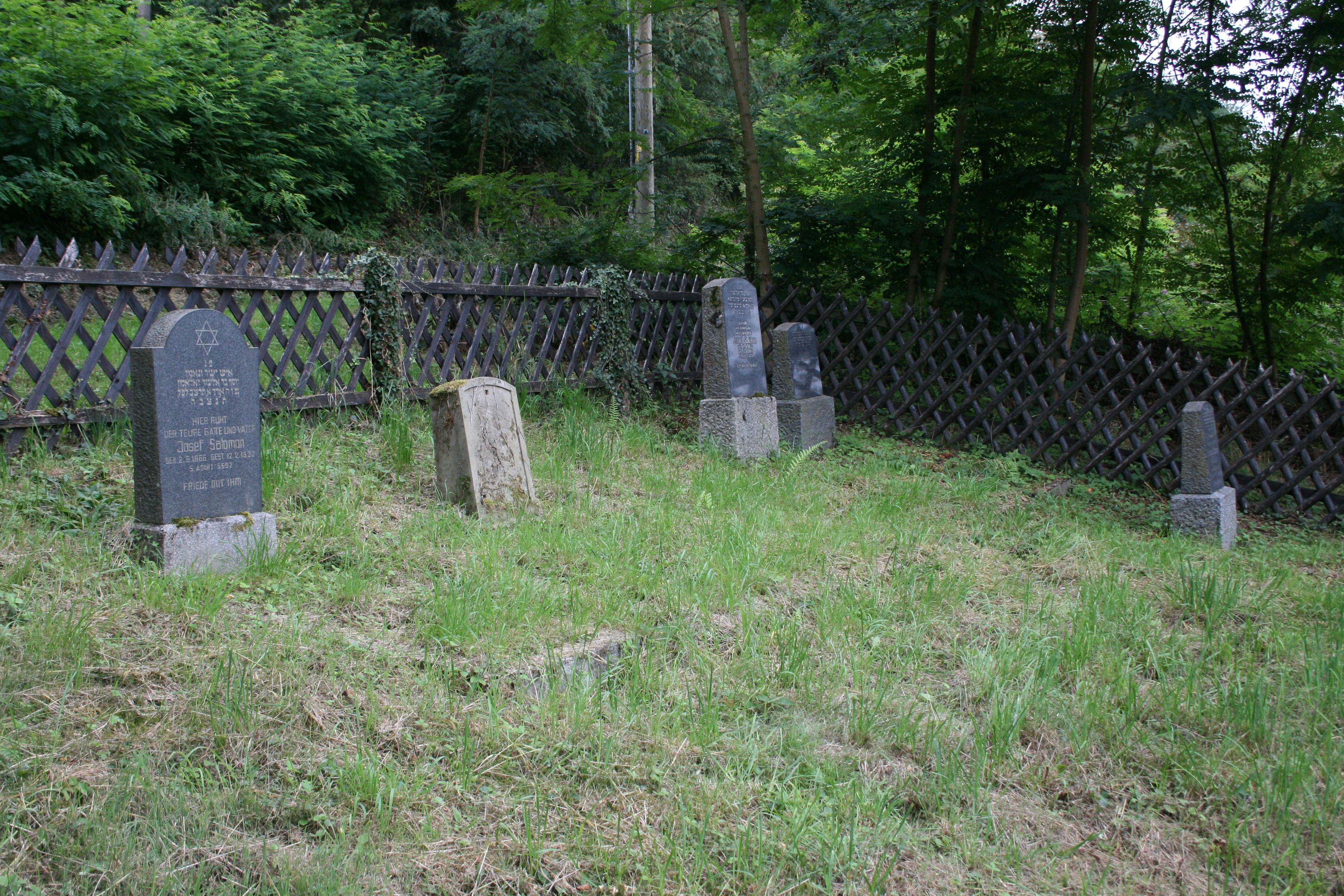
Jüdischer Friedhof in Lieser

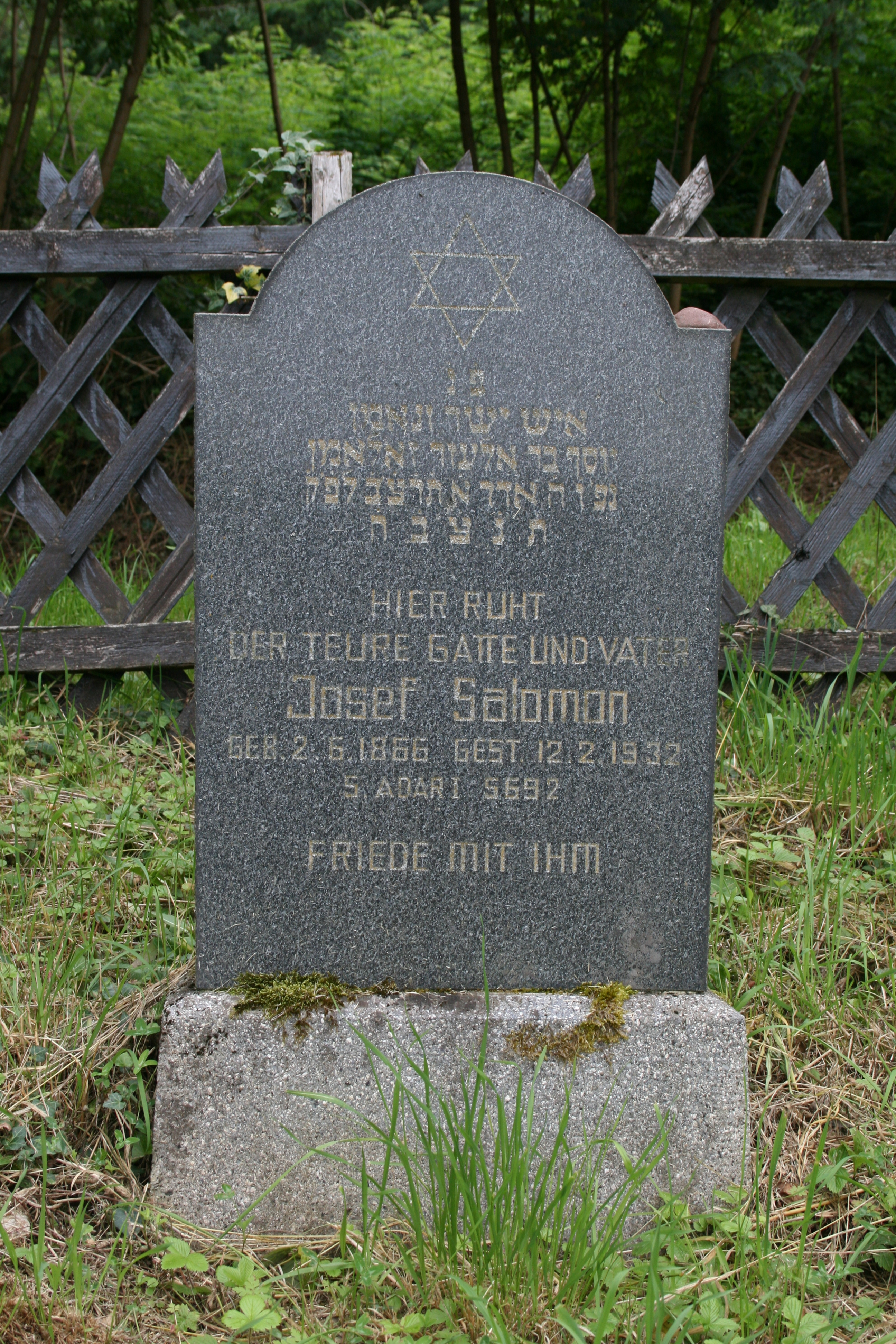
Grabstein für Josef Salomon

Der jüdische Friedhof Lieser ist ein jüdischer Friedhof in Lieser, einer Ortsgemeinde im Landkreis Bernkastel-Wittlich in Rheinland-Pfalz. Er befindet sich in einem kleinen Waldstück an der Richard-Wagner-Straße. Der jüdische Friedhof ist ein geschütztes Kulturdenkmal.

## Geschichte
Die Größe der jüdischen Gemeinde belief sich im Jahr 1808 auf 29, 1885 auf 23 und 1932 auf nur noch 6 Mitglieder. Seit 1896 waren die Juden in Lieser an die Gemeinde in Dusemond (seit 1925 Brauneberg) angeschlossen und ab 1937 an Neumagen. Eine Betstube ist 1843 belegt, diese wurde anscheinend von den Juden von Lieser und Maring gemeinsam genutzt.
In Lieser gibt es einen alten und einen neuen jüdischen Friedhof. Der alte Friedhof in der Nähe eines 1929 angelegten Schieferbruches wurde bis 1913 belegt, danach wurde der neue eingerichtet, auf dem bis 1932 Bestattungen stattfanden. Auf dem alten Friedhof sind keine Grabsteine (Mazewot) mehr vorhanden, auf dem neuen Friedhof sind noch fünf Grabsteine, davon vier beschriftete, erhalten.